# Eduard Beyer (Unternehmer)
Eduard Leopold Beyer (* 10. März 1825 in Schellenberg; † 2. Januar 1907 in San Remo) war ein deutscher Chemiker und Unternehmer, der eine erfolgreiche Tintenfabrik in Chemnitz betrieb.

## Leben
Eduard Beyer besuchte die Fürstenschule zu St. Afra in Meißen und absolvierte eine Ausbildung zum Apotheker. Anschließend belegte er ein Studium der Technischen Chemie an der Universität Leipzig, das er erfolgreich abschloss. Im Jahr 1856 übernahm er die Löwenapotheke in Chemnitz, die sich unter seiner Leitung außerordentlich gut entwickelte. Sein unternehmerischer Geist führte ihn zu weiteren Unternehmungen in der Technischen Chemie, die zu dieser Zeit ihre ersten Triumphe feierte. Er beschäftigte sich mit der Herstellung von Kopiertinten und hatte damit solch einen Erfolg, dass er 1863 in Schlosschemnitz, im Westen der Stadt Chemnitz, einen Fabrikneubau veranlasste. Im Jahr 1882 war die Fabrik so bedeutend geworden, dass sie in der „Gartenlaube“ unter dem Titel „Deutschlands größte Werkstätten“ beschrieben wurde.
Bald nach seiner Niederlassung in Chemnitz wurde Eduard Beyer in den Stadtrat gewählt. Von 1873 bis 1879 war er als Vertreter des Wahlkreises Chemnitz 1 Abgeordneter in der 2. Kammer des Sächsischen Landtages. Er gehörte der Nationalliberalen Partei (NLP) an. Viele Jahre wirkte er als Direktor des Schloßchemnitzer Bauvereins und trug in diesem Amt zur zügigen Erschließung der Weststadt bei. Schließlich wurde er in Würdigung seiner Verdienste, auch in verschiedenen Ehrenämtern, mit dem Ehrentitel eines (königlich sächsischen) Kommerzienrats und mit dem Ritterkreuz I. Klasse des Albrechtsordens ausgezeichnet. Im Jahr 1906 feierte die Tintenfabrik Eduard Beyer, an der nunmehr nach ihrem Begründer benannten Beyerstraße in Chemnitz gelegen, ihr 50-jähriges Jubiläum.